# Alberta Farmers' Cooperative Elevator Company
L'Alberta Farmers’ Co-operative Elevator Company (AFCEC) était une entreprise, détenue par des agriculteurs, qui a fourni des services de stockage et de manutention de céréales aux agriculteurs de l'Alberta (Canada) entre 1913 et 1917. Elle a fusionné avec la Grain Growers' Grain Company (GGGC), basée au Manitoba, pour former l'Organisation des Producteurs de Grains (UGG).

## Contexte
Au début du XXe siècle, la culture du blé est en pleine expansion dans les prairies canadiennes.
Depuis plusieurs années, les agriculteurs des prairies se plaignent de pratiques injustes, dues à l'absence de concurrence entre les silos, dans lesquels les grains de blé sont stockés avant d'être chargés dans des trains céréaliers.
En réponse à ces plaintes, la loi sur les grains du Manitoba est adoptée en 1900. La loi est bien intentionnée, mais au début inefficace, et plusieurs modifications sont nécessaires pour en gommer les défauts.
L'Alberta Farmers’ Co-operative Elevator Company (AFCEC) a ses racines dans l'agitation de la révolution agraire du réformateur Edward Alexander Partridge de Sintaluta. La réunion de l'organisation pour la Grain Growers' Grain Company (GGGC) a lieu à Sintaluta, dans le Manitoba, le 27 janvier 1906, avec Partridge comme premier président. Le GGGC est une société de commercialisation coopérative, mais n'est pas propriétaires de silos.
En 1908, Partridge publie son « Plan Partridge » dans lequel il préconise de nombreuses réformes de la structure de l'industrie du grain, y compris l'appropriation des silos par le gouvernement. Sous la pression, le gouvernement du Manitoba rachète des silos en 1910, mais l'opération n'est pas couronnée de succès. Dans le Manitoba, les silos sont loués par le GGGC en 1912.
Au Saskatchewan, le premier ministre Thomas Walter Scott organise une Commission Royale sur les Silos dès 1910. La commission recommande un système avec lequel les silos seraient collaborativement détenus par les agriculteurs plutôt que par le gouvernement. En 1911, une loi est adoptée : la Saskatchewan Co-operative Elevator Company (SCEC) est constituée afin de faire fonctionner les silos avec ce modèle.

## Fondation

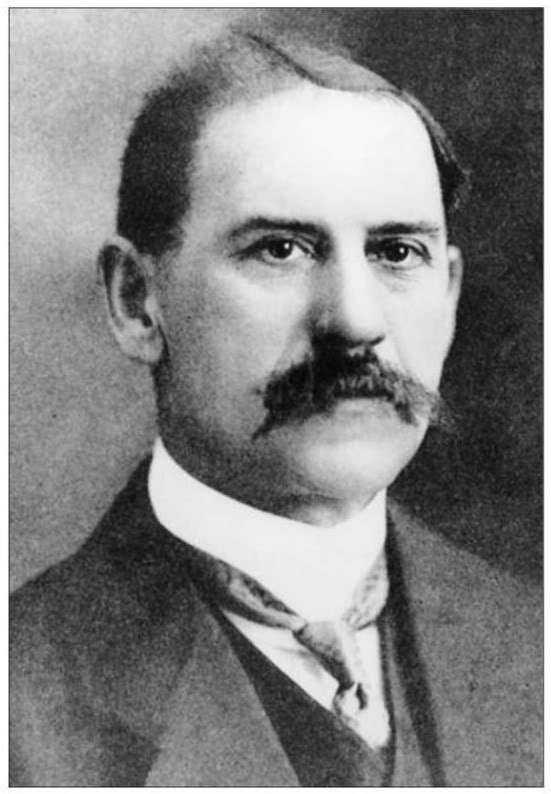
William John Tregillus, premier président de la AFCEC

Les Fermiers Unis de l'Alberta (UFA) avaient réclamé avant 1911 que le gouvernement possède et exploite les silos, mais le comité des silos de l'UFA n'était pas d'accord avec la façon avec laquelle cette exploitation avait été organisée au Manitoba.
En 1911, l'UFA demande au premier ministre de l'Alberta Arthur Sifton de créer un système coopératif similaire à celui du Saskatchewan. Mais Sifton refuse de légiférer. À la convention de l'UFA de 1913, le comité présente une proposition révisée. Bien que basée sur la loi à l'origine de la Saskatchewan Co-operative Elevator Company (SCEC) en 1911, elle donne davantage de contrôle aux agriculteurs et laisse l'entreprise gérer des produits agricoles de tous types. Les délégués de l'UFA approuvent massivement la proposition. Le gouvernement travaille alors avec l'UFA à un projet dans ce sens.
Charles Stewart, futur premier ministre de l'Alberta et défenseur de l'appropriation des services publics par le gouvernement, aide à faire adopter le projet de loi. L'AFCEC est constituée le 25 mars 1913. Elle a pour but l'exploitation des silos à grains, la vente de produits agricoles et la gestion du bétail sur une base coopérative. Des délégués sont formés à chaque emplacement de silos.
La province de l'Alberta prête jusqu'à 85 % du coût de construction de silos, tandis que les agriculteurs financent le reste par le biais de l'achat d'actions. L'AFCEC commercialise son blé via la GGGC, qui fournit également une aide financière. John Edward Brownlee, également futur premier ministre de l'Alberta, aide l'UFA en effectuant les modifications légales, permettant la création de l'AFCEC, et s'en fait l'avocat à la fin de 1913.

## Historique
Sept silos sont achetés pendant l'automne 1913 et quarante-deux sont construits.
Le premier président de l'AFCEC est William John Tregillus (1858-1914), éleveur et homme d'affaires. Il est élu président des Fermiers Unis de l'Alberta, en 1912, et exerce également la fonction de président de l'AFCEC. Il meurt de la fièvre typhoïde le 12 novembre 1914..
L'AFCEC a ses bureaux au troisième étage de la Lougheed Construction à Calgary, qui abrite également le siège de Tregillus Clay Products et de Tregillus-Thompson Directory Publishers.
Pendant la convention de 1915, les délégués de l'UFA émettent une motion qui critique implicitement les agents de l'UFA ayant des fonctions dans l'AFCEC.
la Grain Growers' Grain Company est de plus en plus appelée à fournir une assistance financière à l'AFCEC, et la fusion des deux sociétés s'impose. John Edward Brownlee fournit une aide précieuse pour surmonter les obstacles juridiques et politiques à la fusion. En 1917, l'AFCEC fusionne avec le GGGC pour former l'Organisation des Producteurs de Grains (UGG).
Le SCEC est impliquée dans les discussions concernant la fusion, mais décide finalement de ne pas adhérer à l'UGG.
La fusion est achevée le 1er septembre 1917. Au moment de la fusion, l'AFCEC possède 103 silos à grains, 122 hangars à charbon et 145 entrepôts. La GGGC possède 60 silos, 55 hangars à charbon, et 78 entrepôts ; elle entretient aussi 137 silos loués au gouvernement du Manitoba.
Bien que l'UGCC ne gère que 8% des silos au début des années 1920, elle oblige les opérateurs privés à modifier leurs tarifs et leurs pratiques afin de rester compétitifs.